# Schedophilus
Schedophilus – rodzaj morskich ryb z rodziny Centrolophidae.

## Klasyfikacja
Rodzaje zaliczane do tej rodziny:
- Schedophilus griseolineatus
- Schedophilus haedrichi
- Schedophilus huttoni
- Schedophilus maculatus
- Schedophilus medusophagus -  dryfiak meduzojad[3]
- Schedophilus ovalis - dryfiak okrągły[3]
- Schedophilus pemarco
- Schedophilus velaini

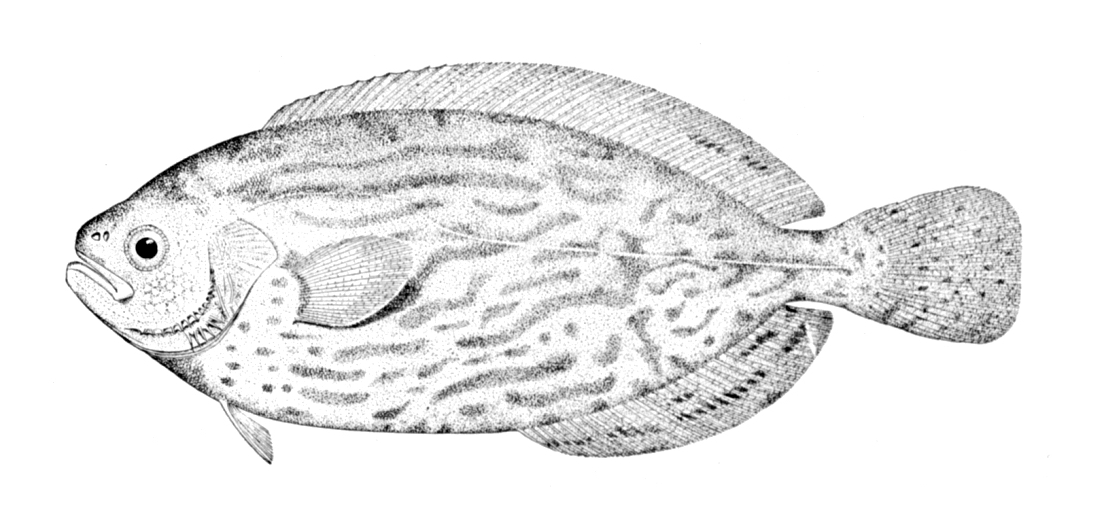
Schedophilus medusophagus